# True Grit
True Grit er en amerikansk westernfilm fra 2010, instrueret af Joel og Ethan Coen. Filmen er baseret på romanen af samme navn skrevet af Charles Portis, som tidligere er filmatiseret med John Wayne i hovedrollen. Hovedrollerne spilles af Hailee Steinfeld (som Mattie Ross) og Jeff Bridges (som U.S. Marshall Reuben J. "Rooster" Cogburn). Andre skuespillere inkluderer Matt Damon, Josh Brolin og Barry Pepper.

## Medvirkende
- Jeff Bridges – U.S. Marshal Reuben J. "Rooster" Cogburn
- Hailee Steinfeld – Mattie Ross
- Matt Damon – Texas Ranger LaBoeuf
- Josh Brolin – Tom Chaney
- Barry Pepper – "Lucky" Ned Pepper
- Domhnall Gleeson – Moon
- Paul Rae – Emmett Quincy
- Nicholas Sadler – Sullivan
- Bruce Green – Harold Parmalee
- Joe Stevens – Lawyer Goudy
- Dakin Matthews – Colonel Stonehill
- Elizabeth Marvel – 40-år-gamle Mattie
- Leon Russom – Sheriff
- Jake Walker – Judge Isaac Parker
- Peter Leung – Mr. Lee
- Don Pirl – Cole Younger
- Jarlath Conroy – The Undertaker

## Priser
Filmen er blevet nomineret til 12 BAFTA-statuetter, inkluderet bedste skuespiller (Bridges), bedste skuespillerinde (Steinfeld) og bedste tilpassede manuskript.